# Robert D. Blue
Robert Donald Blue, född 24 september 1898 i Eagle Grove, Iowa, död 13 december 1989 i Fort Dodge, Iowa, var en amerikansk republikansk politiker. Han var Iowas viceguvernör 1943–1945 och guvernör 1945–1949.
Blue deltog i första världskriget i USA:s armé och avlade 1922 juristexamen vid Drake University. Han tjänstgjorde som åklagare i Wright County 1924–1931. Blue var talman i Iowas representanthus 1941–1942.
Blue efterträdde 1943 Bourke B. Hickenlooper som Iowas viceguvernör. År 1945 efterträdde han sedan Hickenlooper som guvernör och efterträddes 1949 av William S. Beardsley.